# Joachim Moldenit
Joachim Erasmus Moldenit (1706-1760?) var en fløjtedilettant fra Glückstadt. Han lå i livslangt skænderi med Johann Joachim Quantz, tidens største fløjtepædagog, om, hvordan en tværfløjte skulle håndteres.[kilde mangler]

## Liv
Joachim Moldenit blev født i 1706 eller 1708 som den yngste af to brødre. Den ældste, Georg, var født i 1704. De to brødre tog begge en teologisk, juridisk eksamen fra universitetet i Kiel i januar 1722. Faderen Caspar Conrad Moldenit var født i Tønder. Joachim Moldenits moder, Margereta Catarina, døde tidligt, da Georg og Joachim var henholdsvis 17 og 13 år. Joachims søster, Magdalena Amalie, giftede sig ind i en dansk-norsk adelsfamilie, hvilket også indikerer, at Moldenit-familien var velstående.